# Tom Dolan
Tom Fitzgerald Dolan (* 15. September 1975 in Arlington) ist ein ehemaliger US-amerikanischer Schwimmer.
Bei den Olympischen Spielen 1996 in Atlanta und 2000 in Sydney wurde er jeweils Olympiasieger über 400 m Lagen. Im Jahr 2006 wurde er in die Ruhmeshalle des internationalen Schwimmsports aufgenommen.
Neben seinen Olympiasiegen gewann Dolan zwei Weltmeistertitel, vierzehn US-Meistertitel und neun US-Hochschultitel. In seiner Karriere verbesserte er zweimal den Weltrekord.